# Christmas in Wonderland
Christmas in Wonderland (bra: Um Natal Milionário; prt: Aventura no Centro Comercial) é um filme de comédia canadense sobre três crianças que se mudam com seu pai a partir de Los Angeles para Edmonton, Alberta, onde enquanto fazem compras de Natal, encontram uma sacola cheia de dinheiro que foi perdida por um grupo de falsificadores. O filme foi dirigido por James Orr e estrelalado por Patrick Swayze, Matthew Knight, Preston Lacy, Chris Kattan, Tim Curry e Carmen Electra.
Christmas in Wonderland foi exibido nos cinemas do Canadá em 2007, mas no Estados Unidos foi em 2008 na televisão, como parte da ABC Family em seu bloco de programação do Natal.
O filme é, em grande parte, em conjunto, e foi filmado principalmente em West Edmonton Mall. Por causa do sigilo antes de o filme ser anunciado fez com que os moradores de Edmonton a se perguntar por que as decorações de Natal no shopping ainda estavam no local por muito tempo após a época de Natal tinha passado.

## Elenco
- Matthew Knight como Brian Saunders
- Chris Kattan como Leo Cardoza
- Amy Schlagel e Zoe Schlagel como Mary Saunders
- Cameron Bright como Danny Saunders
- MacKenzie Porter como Shane
- Tim Curry como Gordon McLoosh
- Preston Lacy como Sheldon Cardoza
- Carmen Electra como Ginger Peachum
- Patrick Swayze como Wayne Saunders
- Matthew Walker como Papai Noel, Sr. Nicholas, Fantasma do Shopping, Kristopher Kringle e velho homem caminhando.
- Marty Atonini como Elliot Block
- Rachel Hayward como Judy Saunders